# NGC 6683
NGC 6683 est un très jeune amas ouvert situé dans la constellation de l'Écu de Sobieski. Il a été découvert par l'astronome britannique John Herschel en 1827.
Selon la classification des amas ouverts de Robert Trumpler, cet amas renferme moins de 50 étoiles (lettre p) dont la concentration est forte (I) et dont les magnitudes se répartissent sur un intervalle moyen (le chiffre 2). Selon le site Lynga consacré aux amas ouverts, le nombre d'étoiles membres de l'amas est de 20.

## Observation
Avec une magnitude visuelle de 9,4, on peut observer l'amas avec des jumelles dont l'ouverture est de 60 à 70 mm ou avec un petit télescope.

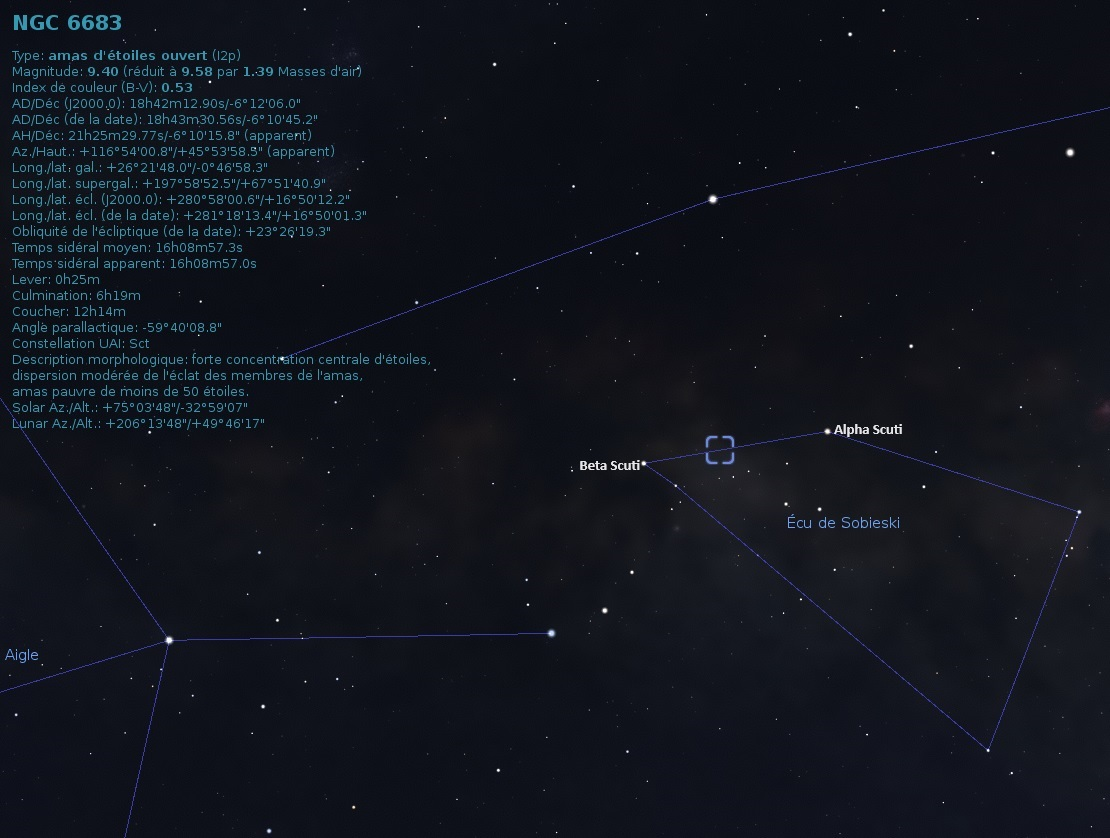
Emplacement de NGC 6683 dans la constellation de l'Écu de Sobieski.

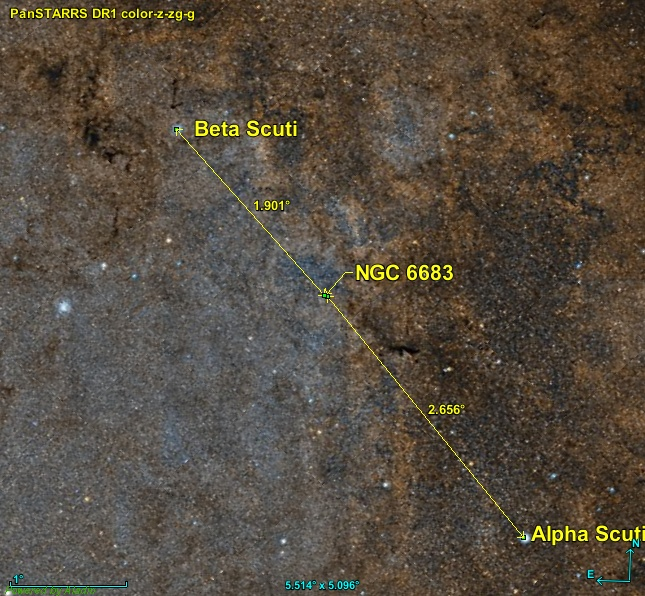
Position de NGC 6683 par rapport à deux étoiles.

NGC 6683 est situé presque directement sur la ligne joignant Alpha Scuti et Beta Scuti, à seulement 2,7 degrés au nord-est de l'étoile Alpha Scuti.

## Caractéristiques

### Distance, taille et vitesse
La base de données Simbad indique une seule valeur pour la distance de cet amas (1415 pc) et aucune donnée n'est disponible au sujet de sa vitesse.
La taille apparente de l'amas est de 3 minutes d'arc,,, ce qui, compte tenu de la distance de 1415 pc et grâce à un calcul simple, équivaut à une taille réelle d'environ 4 années-lumière.